# Nassau-Dillenburg
Nassau-Dillenburg var et rigsgrevskab i det Tysk-romerske rige. Hovedbyen var Dillenburg. Det meste af grevskabet lå i den nuværende delstat Hessen. I 1654 blev Nassau-Dillenburg et rigsfyrstendømme.

## Landets delinger
Nassau-Dillenburg blev delt flere gange og samlet igen. Den første store deling fandt sted i 1303.
I 1606 blev landet delt i de fem grevskaber Nassau-Dillenburg, Nassau-Hadamar, Nassau-Beilstein, Nassau-Siegen og Nassau-Diez. I 1742 var de fire af disse linjer uddøde, og landet blev samlet under linjen Nassau-Diez.

## Hollandske statholdere
Den hollandske statholder Vilhelm den Tavse var født i Dillenburg. Hans broder Johan var statholder i Hertugdømmet Geldern og regerende greve i Nassau-Dillenburg. I 1579 grundlagde Johan Unionen i Utrecht. Vilhelm den Tavses efterkommere var statholdere i Holland indtil 1702.